# Улмень (Телеорман)
Улмень, Улмені (рум. Ulmeni) — село у повіті Телеорман в Румунії. Входить до складу комуни Богдана.
Село розташоване на відстані 99 км на південний захід від Бухареста, 19 км на захід від Александрії, 113 км на південний схід від Крайови.

## Населення
За даними перепису населення 2002 року у селі проживали 906 осіб.
Національний склад населення села:
| Національність | Кількість осіб | Відсоток |
| -------------- | -------------- | -------- |
| румуни         | 892            | 98,5%    |
| цигани         | 13             | 1,4%     |

Рідною мовою назвали:
| Мова      | Кількість осіб | Відсоток |
| --------- | -------------- | -------- |
| румунська | 892            | 98,5%    |
| циганська | 13             | 1,4%     |